# Бенізелос Руфос
Бенізелос Руфос (грец. Μπενιζέλος Ρούφος; 1795–1868) — грецький політик, тричі прем'єр-міністр країни.

## Життєпис
Народився в Патрах 1795 року. Був сином Афанасіоса Канакаріса, героя грецької Визвольної війни. За часів правління Іоанна Каподистрії (1828–1830) Руфос став губернатором ному Елія. Пізніше обіймав посаду міністра закордонних справ. 1855 року був обраний мером рідного міста, на цьому посту він перебував упродовж трьох років. Коли 1862 року король Оттон був вигнаний з країни, Руфос став одним з трьох регентів разом із Канарісом та Вулгарісом. Тричі обіймав посаду глави грецького уряду.